# Jakub Salvati
Jakub Salvati właściwie Giacomo Salvati (ur. 10 stycznia 1779 w Rocca di Papa, zm. 28 lutego 1858 w Rzymie) - średniozamożny kupiec rzymski (handel mydłem). Był jednym z najważniejszych współpracowników św. Wincentego Pallottiego i współzałożycielem Zjednoczenia Apostolstwa Katolickiego.
Jakub Salvati w 1809 ożenił się z Magdaleną Menchini (1790-1861), z którą miał ośmioro dzieci. Od roku Salvati 1828 posiadał dom i sklep w Rzymie przy Via del Grillo 36/37. Poznał ks. Wincentego Pallottiego w 1832 i został jednym z pierwszych członków świeckich Zjednoczenia Apostolstwa Katolickiego. Gdy w 1835 Pallotti wraz ze współpracownikami postanowili wydać dla ubogiego Kościoła chaldejskiego książkę Prawdy wieczne Alfonsa Liguoriego, to Salvati był skutecznym kwestarzem środków finansowych na jej wydanie. Sukces tej akcji był jednym z impulsów do rozpoczęcia aktywnej działalności Zjednoczenia Apostolstwa Katolickiego. Później Salvati był pierwszym opiekunem z ramienia Pallottiego domu dla sierot Pia Casa di Carità, założonego przez tego ostatniego.
Jakub Salvati zmarł w wieku 79 lat i został pochowany najpierw w kościele Santi Quirico e Iulitta, a potem jego zwłoki zostały przeniesione do kościoła Najświętszego Imienia Maryi koło Forum Trajana, gdzie został pochowany w grobowcu rodzinnym.